# Botassart
Botassart ([WA] Botåssåt) est un hameau de la ville belge de Bouillon situé en Région wallonne dans la province de Luxembourg. Il faisait partie de l'ancienne commune d’Ucimont, village duquel il est éloigné de deux kilomètres, et surplombe sur une centaine de mètres la Semois et son « Tombeau du Géant », un site naturel impressionnant.

## Histoire
Botassart fut le siège d'une seigneurie mouvante du duché de Bouillon. Elle est possédée en 1633 par Jean de Lamock, époux de Catherine de Coppine et de Marguerite Lardenois ; puis par leur fils Guillaume-Louis de Lamock en 1662 et 1678 ; puis par Guillaume de Lamock en 1722.
Lorsque l'ancien duché de Bouillon est annexé à la France, Botassart est affecté au canton de Bouillon, avec le statut de commune, par le décret du 4 brumaire an IV modifié par le Conseil des Cinq-Cents, le 26 fructidor an IV.
Cette commune fut affectée au royaume des Pays-Bas par le traité de Paris (1815).

## Patrimoine

### Tombeau du Géant
Le Tombeau du Géant est un long tertre boisé, qui domine de 30 mètres la Semois, qui en fait un tour presque complet. La Semois a tracé une suite de méandres et a encerclé des rochers. En 2016, quelque 100 000 touristes ont visité ce tombeau.
Une légende à ce sujet raconte que le Géant en question serait un Gaulois enterré. Ce Géant aurait, en effet, sauté dans le vide pour échapper à l'esclavage, étant donné que Jules César venait de gagner contre des tribus gauloises. Cet endroit est doublement classé : « patrimoine exceptionnel de Wallonie » et « patrimoine naturel d'intérêt paysager ».

### Autres lieux
Le château de Botassart date de 1625 et comporte une chapelle dans laquelle se trouvent des pierres tombales des XVIIe et XVIIIe siècles. Cette chapelle possède les armoiries de la famille Brisbois. Ces Brisbois descendent d'un bailli de Givet des environs de 1490 issu de la famille de métallurgistes de Mormont en la vallée de l'Aisne, au nord du comté de Luxembourg. Un membre de cette famille est abbé de Waulsort au début du XVIIe siècle. Une autre branche de la famille Brisbois tient la recette du comté de Rochefort.

La chapelle de l'Immaculée Conception est classée au patrimoine de Wallonie.

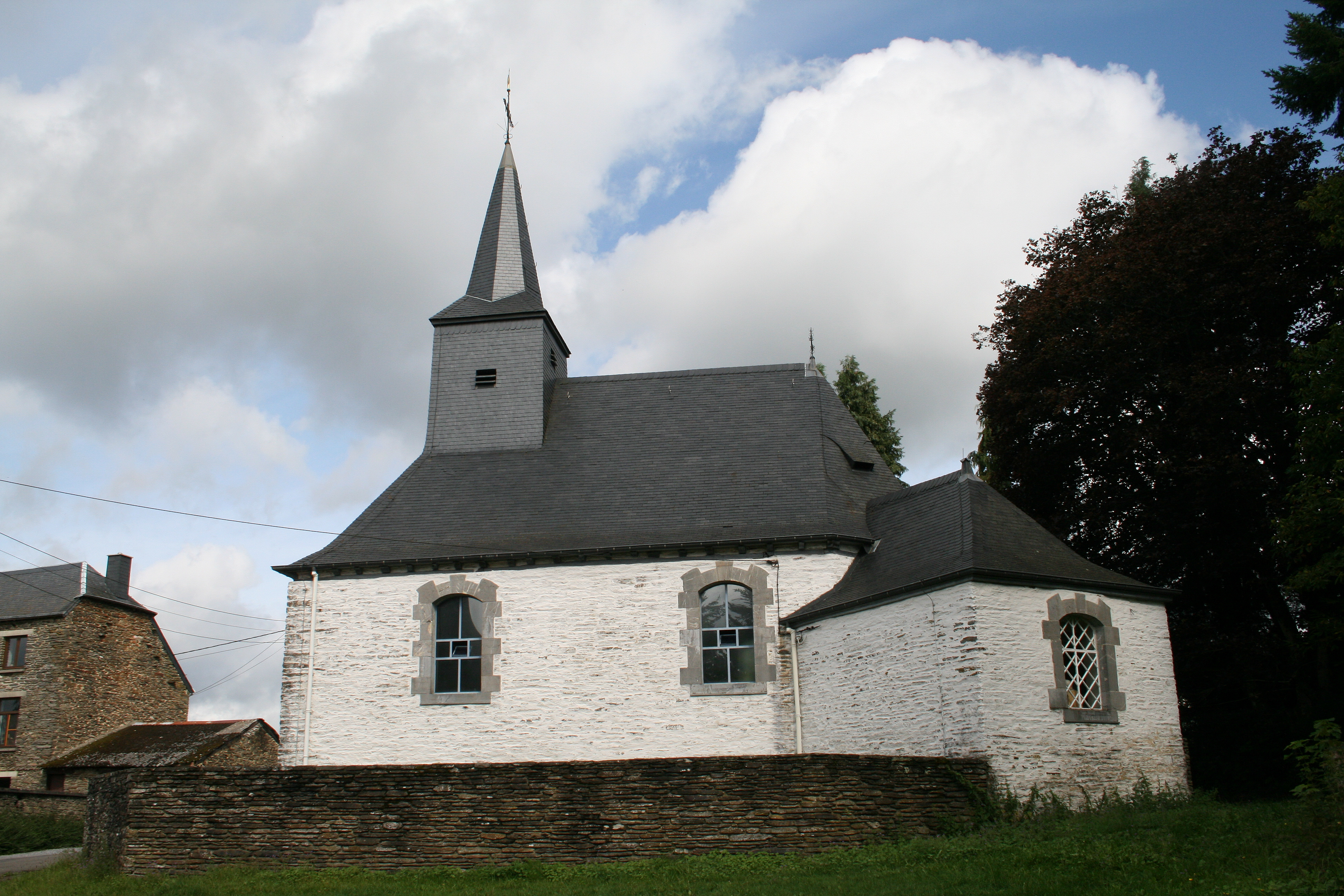
La chapelle de l'Immaculée Conception de Botassart.